# 1269
Cette page concerne l'année 1269  du calendrier julien. Pour l'année 1269 av. J.-C., voir 1269 av. J.-C.
L'année 1269 est une année commune qui commence un mardi.

## Événements
- 17 mars : l'écriture Phagspa devient l'écriture officielle de l'empire mongol[1].
  - Le lama tibétain Phags-pa, autorisé par Kubilai Khan à diffuser le bouddhisme en Chine, crée l’écriture dite Phags-pa, qui est utilisée par la chancellerie du khan pour les affaires administratives. La langue mongole devient la langue officielle de la dynastie[2].
- Printemps : au cours d'un qurultay réuni sur le Talas, Qaïdu fait la paix avec Barak, khan de Djaghataï. Ce dernier reçoit la Transoxiane et reconnaît la suzeraineté de Qaïdu, qui fonde son empire dans la vallée de l’Ili et au Turkestan oriental. Qaïdu envoie son nouveau vassal combattre Abaqa, il-qan d’Iran, avec ordre de lui enlever l’Afghanistan[3].
- 8 septembre[4] : le mérinide Abou Youssef s'empare de Marrakech, mettant un terme à la domination almohade sur le Maroc.
- 24 septembre : début du règne de Hugues III de Chypre, roi de Jérusalem (fin en 1284)[5].
- Les Mamelouks s'emparent de La Mecque[6].

- Roumanie. La première mention documentaire de la ville Deva

### Europe
- Février : Charles Ier de Sicile met le siège devant Lucera, dernier bastion des musulmans en Pouilles (fin le 28 août)[7].
- Avril : Richard de Cornouailles, de retour en Allemagne depuis août 1268, rassemble une diète à Worms où il fait passer un règlement sur l'abolition des péages superflus[8].
- Mai : présence attestée de Thomas d'Aquin à Paris qui y enseigne jusqu'en 1272[9].
- 16-17 juin : victoire des guelfes de Charles d'Anjou et de Florence sur les troupes gibelines de Sienne à la bataille de Colle di Val d'Elsa[10].
- 19 juin : conformément au concile de Latran, Louis IX impose aux Juifs le port d'une pièce de feutre ou de drap jaune[11].
- 23 juin : injonction de Louis IX de faire exécuter les ordonnances contre le blasphème en France[12].
- 28 août : reddition de Lucera assiégée par Charles d'Anjou[13].
- 27 octobre[14] : à la mort du duc Ulrich, dernier de la Maison de Sponheim, la Carinthie et la Carniole sont rattachées à la Bohême malgré les prétentions de son frère Philippe, archevêque d'Aquilée[15].

- Publication des Établissements de Saint Louis, recueil de lois et coutumes du Nord de la France[16].
- Louis IX de France loue seize bateaux à Gênes et vingt à Marseille pour assurer le passage de la huitième croisade. La flotte est commandée par un amiral français. Le traité laisse au roi entière liberté de manœuvre[17].